# Schloss Schielleiten
Schloss Schielleiten är ett slott i Österrike.   Det ligger i distriktet Hartberg-Fürstenfeld och förbundslandet Steiermark, i den östra delen av landet, 120 km söder om huvudstaden Wien. Schloss Schielleiten ligger 428 meter över havet.
Terrängen runt Schloss Schielleiten är kuperad åt nordväst, men åt sydost är den platt. Närmaste större samhälle är Hartberg, 12,6 km öster om Schloss Schielleiten. 
I omgivningarna runt Schloss Schielleiten växer i huvudsak blandskog. Runt Schloss Schielleiten är det ganska tätbefolkat, med 80 invånare per kvadratkilometer.